# Ioan Corvin
Ioan Corvin (n. 2 aprilie 1473, Buda, Regatul Ungariei – d. 12 octombrie 1504, Krapina, cantonul Krapina-Zagorje, Croația) a fost fiul nelegitim al regelui Matia Corvin.
A fost logodit cu Bianca Maria Sforza, însă logodna a fost ruptă ca urmare a intervenției reginei Beatrix de Aragon.